# Tereziánský katastr
Tereziánský katastr je označení pro dvě aktualizace rustikálního katastru (tj. soupisu půdy, kterou měli poddaní v dědičném nájmu), ke kterým došlo za panování Marie Terezie v letech 1741–1748 (První tereziánský katastr rustikální, též Třetí berní rula) a 1748–1757 (Druhý tereziánský katastr rustikální, též Čtvrtá berní rula). Pod tímto názvem byl užíván v Čechách, katastr pro Moravu je znám pod názvem „Rektifikační akta“.
K vytváření aktualizací původní berní ruly vedly především dvě okolnosti:
1. Berní rula byla vytvořena za pouhé tři roky (1653–1656), což způsobilo, že se do ní dostala celá řada chyb a nepřesností. Jejím hlavním nedostatkem bylo, že nebrala v potaz rozdílnou bonitu (úrodnost) půdy v různých oblastech.
2. Berní rula zachycovala pouze rustikální (poddanskou) půdu, nikoli půdu dominikální (panskou) .

První tereziánský katastr z r. 1748 zachycoval pouze rustikální půdu a v otázce bonity odstranil pouze některé nejvýraznější nedostatky berní ruly. Teprve druhý tereziánský katastr z r. 1757 zahrnul jak rustikální, tak dominikální půdu a kvalitně zachytil bonitu půdy (rozdělil ji do osmi kategorií podle úrodnosti, což je dokonce více než dnešní katastry).
Při tvorbě katastru docházelo ojediněle i ke tvorbě map, které ale nebyly zpracovány podle jednotného stylu.

## Uložení
Tereziánský katastr se spolu s ostatní pomocnou dokumentací nachází pro Čechy v Národním archivu v Praze a pro Moravu v Moravském zemském archivu v Brně. Sumáře byly vydány v tištěné podobě (viz níže).